# 山本芳輔
山本 芳輔（やまもと よしすけ、1877年（明治10年）6月27日 – 1964年（昭和39年）12月27日）は、大日本帝国陸軍軍人。最終階級は陸軍少将。山口県防府市長。

## 経歴
山口県出身。1900年（明治33年）に陸軍士官学校を卒業。1926年（大正15年）、歩兵第11連隊長に就任。1929年（昭和4年）、陸軍少将に昇進した。
その後、1940年（昭和15年）に防府市長に選出された。市長は1944年（昭和19年）まで務め、戦後、公職追放となった。

## 栄典
- 1901年（明治34年）10月10日 - 正八位[4]
- 1910年（明治43年）9月30日 - 従六位[5]